# Andonis
Els andonis (o obolos) són els membres del grup humà del poble andoni, que és considerat una tribu ijaw, tot i que parla obolo, que no és una llengua ijo, si no que és una llengua del riu Cross. Els andonis viuen als estats d'Akwa Ibom i de Rivers, concretament a les LGAs d'Obolo Oriental i d'Andoni, al sud de Nigèria. Els andonis es refereixen a Déu amb els noms d'Awaji i d'Owaji.
Històricament, Andoni fou el primer fill dels molts fills d'Ijo (Ujo), hereu d'Oduduwa (el fundador dels iorubes), que vivia a la ciutat d'Ife. Abans de l'època colonial, els andonis tenien contactes comercials amb els europeus i amb els clans ijaws veïns com els bonnys, els okrikes, els kalabaris i els nkoros. Els andonis van patir guerres freqüents amb el Regne de Bonny. Els andonis parlen la llengua obolo com a única llengua nadiua. L'obolo és una combinació de paraules de l'igbo, l'efik, l'annang, l'okrika, l'ijaw i el nembe.

Històricament hi ha lligams entre els andonis i els okrikes. Els andonis eren els guerrers més ferotges del delta del riu Níger i van patir nombroses guerres amb els ogonis, que eren un poble germà. El clan andoni dels ijaws viu en una ample franja de terra entre Ohafia i Arochukwu, a igboland, Obolo Oriental, Ibeno-Eket i Oron, a Akwa Ibom i a Andoni, Kala-Ido i Ogoloma, a l'estat de Rivers. Les ciutats més importants dels andonis són Ngo, Ebukuma, Ikuru, Ataba, Ekede, Agwut-Obolo, Okoromboko, Okoroete, Iko, Asarama, Unyeada, Dema i Ilotombi.

## Costums
A principis de gener els andonis celebren la mascarada Nwantam, juntament amb els clans ijaws dels opobos, nkoros, bonnys i ndokis.
D'entre les seves pràctiques antigues destaquen el sistema d'escriptura nsibidi, el culte ofiokpo i la dansa de guerra amb els clans ohafia i arochukwu.

## Religió
El 96% dels 294.000 obolos són cristians; d'aquests, el 55% són catòlics, el 25% anglicans, el 10% protestants i el 10% pertanyen a esglésies cristianes independents. El 4% dels andonis restants creuen en religions tradicionals africanes.